# Ecnomus arabicus
Ecnomus arabicus là một loài Trichoptera trong họ Ecnomidae. Chúng phân bố ở miền Cổ bắc.